# Ośrodek duszpasterski Matki Bożej Opatrzności w Czułowie
Ośrodek duszpasterski Matki Bożej Opatrzności w Czułowie – rzymskokatolicki ośrodek duszpasterski należący do dekanatu Czernichów archidiecezji krakowskiej. 
Parafia prowadzona jest przez zgromadzenie zakonne orionistów.
Na terenie parafii w Czułowie znajduje się zabytkowa kaplica z 1869 r.